# ヴィジナダ
ヴィジナダ(クロアチア語：Vižinada、イタリア語：Visinada) とは、クロアチアの基礎自治体(オプチナ)である。イストリア半島西部に位置し、ポレッチからは北東に17kmの距離になる。標高は40mで、主要な経済は農業。

## 人口動態
ヴィジナダには以下の集落が存在し、2011年の段階で全体人口は1155人である。
- Bajkini, 40人
- Baldaši, 28人
- Brig, 115人
- Bukori, 20人
- Crklada, 114人
- Čuki, 8人
- Danci, 13人
- Ferenci, 71人
- Filipi, 32人
- Grubići, 34人
- Jadruhi, 51人
- Lašići, 36人
- Markovići, 44人
- Mastelići, 0人
- Mekiši kod Vižinade, 39人
- Nardući, 19人
- Ohnići, 36人
- Piškovica, 0人
- Staniši, 22人
- Trombal, 0人
- Velići, 38人
- Vižinada - Visinada, 278人
- Vranići kod Vižinade, 0人
- Vranje Selo, 55人
- Vrbani, 12人
- Vrh Lašići, 38人
- Žudetići, 12人

## 歴史と文化
ローマ法王がポレッチの司教に権限を付与した事を示す文章によれば、最初の教区は1177年に設置されたという。
ヴィジナダはブイェ・プーラ間の幹線道路(M2,E751)とポレッチに向かう地方道路の交差する地点に位置する。詩の祭典(Versi na sterni)、民謡の祭典(Krostulijada)、および聖マリアと聖バレンタインを称える祭典など、伝統的なイベントが毎年行われる。

## 大衆文化
ヴィジナダの街並みは1970年のアメリカ映画『戦略大作戦』の撮影に使用された。映画では第二次世界大戦中の西部戦線が描かれ、主人公のケリー(クリント・イーストウッド)らはひょんな事からドイツ国防軍が1600万ドル分の金塊を前線の向こうにある小さな街クレアモント(Clermont)の銀行に隠している事を突き止め、これを強奪するために前線を超える。タイガー戦車115号車の戦車長(カール＝オットー・アルベルティ)との決闘が行われた教会前広場など、撮影当時の面影が街の至る所に残されている。